# Северный полюс (фильм)
«Северный полюс» — российский приключенческий экшн-фильм режиссёра Александра Котта, основанный на реальных событиях 1960-х годов, когда первая советская атомная подводная лодка «Ленинский комсомол» прошла под паковыми льдами Северного Ледовитого океана и впервые в мировой истории всплыла в непосредственной близости от полюса. В главных ролях — Андрей Мерзликин, Евгений Миронов, Ольга Ломоносова и Елена Север.
Премьера фильма состоялась 27 февраля 2025 года.

## Сюжет
1962 год — период обострения противостояния США и СССР. В сложнейших погодных условиях и с неисправностями на борту первая советская атомная подводная лодка К-3 («Ленинский комсомол») во главе с капитаном Сергеем Владимировичем Живцовым (Андрей Мерзликин) отправляется в поход подо льдами Северного Ледовитого океана в надежде всплыть на Северном полюсе.

## Актёрский состав
- Андрей Мерзликин — Сергей Владимирович Живцов, капитан 1 ранга, командир подводной лодки К-3
- Евгений Миронов — Павел Андреевич Морозов, профессор
- Ольга Ломоносова — Елена, пилот полярной авиации
- Елена Север — Вера Михайловна Филатова, учёный
- Карэн Бадалов — главный конструктор
- Сергей Лосев — Никита Сергеевич Хрущёв
- Татьяна Рыбинец — Наталья Юрьевна, жена Живцова
- Анастасия Екатеринчева — Лиза, дочь Живцова
- Александр Бухаров — Весницкий
- Игорь Гордин — Родионов
- Валерий Дьяченко — Поляковский
- Константин Тополага — Горшков, главком ВМФ СССР
- Анатолий Котенёв —  маршал Малиновский
- Игорь Литовкин — Громыко
- Кирилл Кяро — Котов, муж Филатовой
- Валерий Мызников — боцман
- Николай Мачульский — штурман

## Производство
Подготовка к съёмкам заняла более пяти лет. Фильм снимали в Москве, под Санкт-Петербургом, в Сестрорецке, и сразу в трёх локациях в Заполярье: в Мурманске, Полярном и Заозёрске.

«Труднее всего было снимать в подводной лодке — постоянное ощущение, что задыхаешься, мало места, темно… — но при этом понимаешь, что наши герои — о ком мы рассказываем нашу историю — прошли этот путь — и не час и не два, а недели… под водой в неизвестности. Эта мысль реально вдохновляла и заставляла все делать по-настоящему», — рассказал Александр Котт.

## Маркетинг
Первый официальный трейлер фильма появился в сети в октябре 2024 года.

## Критика
Критик Михаил Трофименков в газете «Коммерсантъ» охарактеризовал фильм как «едва ли не первый военный фильм, где по отсекам не мечется безумный особист с наганом, порывающийся расстрелять капитана». Он написал, что в фильме подвиг совершается «не вопреки, а благодаря слаженной работе ВПК и выглядит вовсе не как подвиг, а как обыденная работа».